# Kapunda (Schiff)
Die Kapunda war ein Eisen-Klipper, der für die britische Reederei Trinder, Anderson & Co. Passagiere und Fracht von Großbritannien nach Australien brachte und dabei hauptsächlich Auswanderer beförderte. Am 20. Januar 1887 sank die Kapunda an der brasilianischen Küste nach der Kollision mit der Bark Ada Melmore. Die Kapunda brach fast in zwei Hälften und sank innerhalb von fünf Minuten. Von den 313 Menschen an Bord wurden nur acht Besatzungsmitglieder und acht Passagiere gerettet. 297 Menschen kamen ums Leben.

## Das Schiff
Der aus Eisen gebaute Klipper Kapunda wurde 1875 in der Werft von A. McMillan & Sons im schottischen Dumbarton gebaut und lief am 21. Juni 1875 auf dem Fluss Clyde vom Stapel. Das 1095 Tonnen große Segelschiff war 67,51 m lang, 10,54 m breit und hatte einen Tiefgang von 5,97 m. Es waren drei Masten vorhanden.
Das Schiff wurde für das in London ansässige Unternehmen Trinder, Anderson & Co. gebaut, wo die Kapunda auch registriert war. Im Interesse der Crown Agency setzte sie die Reederei im blühenden Auswandererverkehr nach Australien ein. Durch ein Nominierungsverfahren der Crown Agency, einer Behörde des britischen Empires, wurde es jungen, gesunden und arbeitsfähigen Menschen möglich gemacht, mit ihren Familien kostenlos nach Australien überzusetzen und dort beim Aufbau der Wirtschaft und Infrastruktur zu helfen.
Die Schiffs-Klassifikationsgesellschaft Lloyd’s Register of Shipping stufte die Kapunda in die Kategorie „100 A1 Special Survey“ ein. Sie unterstand zudem den Vorschriften des Board of Trade. Das Schiff war speziell für ihre Eigner gebaut worden und übertraf die vom Board of Trade geforderte Anzahl an Navigationspersonal um eine Person.

## Untergang
Am Sonnabend, dem 11. Dezember 1886 legte die Kapunda in London unter dem Kommando von Kapitän John Masson zu einer weiteren Fahrt nach Fremantle in Western Australia ab. An Bord waren 41 Besatzungsmitglieder und 272 Passagiere. William Field, seine Frau und seine beiden Kinder waren die einzigen Passagiere der Ersten Klasse. Die übrigen Personen reisten im Zwischendeck, darunter zahlreiche Schotten und Iren. 217 der Zwischendeckpassagiere waren von der Crown Agency ausgewählt worden, die übrigen 51 waren zahlende Kundschaft. Etwa 30 Passagiere kamen nach Australien, um für die West Australian Land Company eine Eisenbahnstrecke von Beverley nach Albany zu bauen. Zur Ladung gehörten etwa 600 Tonnen allgemeine Fracht und gut 300 Tonnen Ballaststeine. Nach einem Zwischenstopp in Plymouth am 18. Dezember segelte die Kapunda in den Atlantischen Ozean hinaus.
Am Donnerstag, dem 20. Januar 1887 kollidierte der Segler südlich von Maceió vor der Küste des brasilianischen Bundesstaates Alagoas mit der 591-Tonnen-Bark Ada Melmore, die aus Coquimbo kommend nach England unterwegs war. Zeugenaussagen zufolge war die Ada Melmore nicht beleuchtet und daher nicht sichtbar gewesen. Die Kapunda wurde von der Wucht der Kollision fast in zwei Hälften gerissen und sank in weniger als fünf Minuten. Die unter Deck schlafenden Passagiere hatten so gut wie keine Chance, sich in der kurzen Zeit zu retten. Ein Rettungsboot konnte nicht mehr zu Wasser gelassen werden. Doch die Besatzung der Ada Melmore hatte ein Rettungsboot aussetzen können, mit dessen Hilfe sechs Mitglieder der Kapunda-Besatzung gerettet werden konnten; zehn Passagieren der Kapunda gelang es, auf die Bark überzuspringen. Die Kapunda sank nun sehr schnell. 297 Menschen ertranken, darunter alle Frauen und Kinder an Bord sowie der Kapitän. Einige der Überlebenden wurden von der französischen Bark Ulysse nach Rio de Janeiro gebracht, andere nach Maceió. Die Ada Melmore, die 1877 in Glasgow gebaut worden war und W. Porters and Sons aus Belfast gehörte, ging zwar nicht unter, war aber so schwer beschädigt, dass sie acht Tage nach dem Zwischenfall aufgegeben wurde.